# Sugar Puffs
Gli Sugar Puffs o Honey Puffs sono fiocchi di cereali per la colazione a base di grano duro e ricoperti da una glassa di miele e zucchero di canna, molto popolari nel mercato inglese.
Introdotti per la prima volta sul mercato nel 1957 e pubblicizzati attraverso il personaggio di "Jeremy The Bear", acquisirono un'enorme popolarità a partire dagli anni settanta, quando negli spot pubblicitari furono affiancati all'immagine dello "Honey Monster".